# کاجیچو

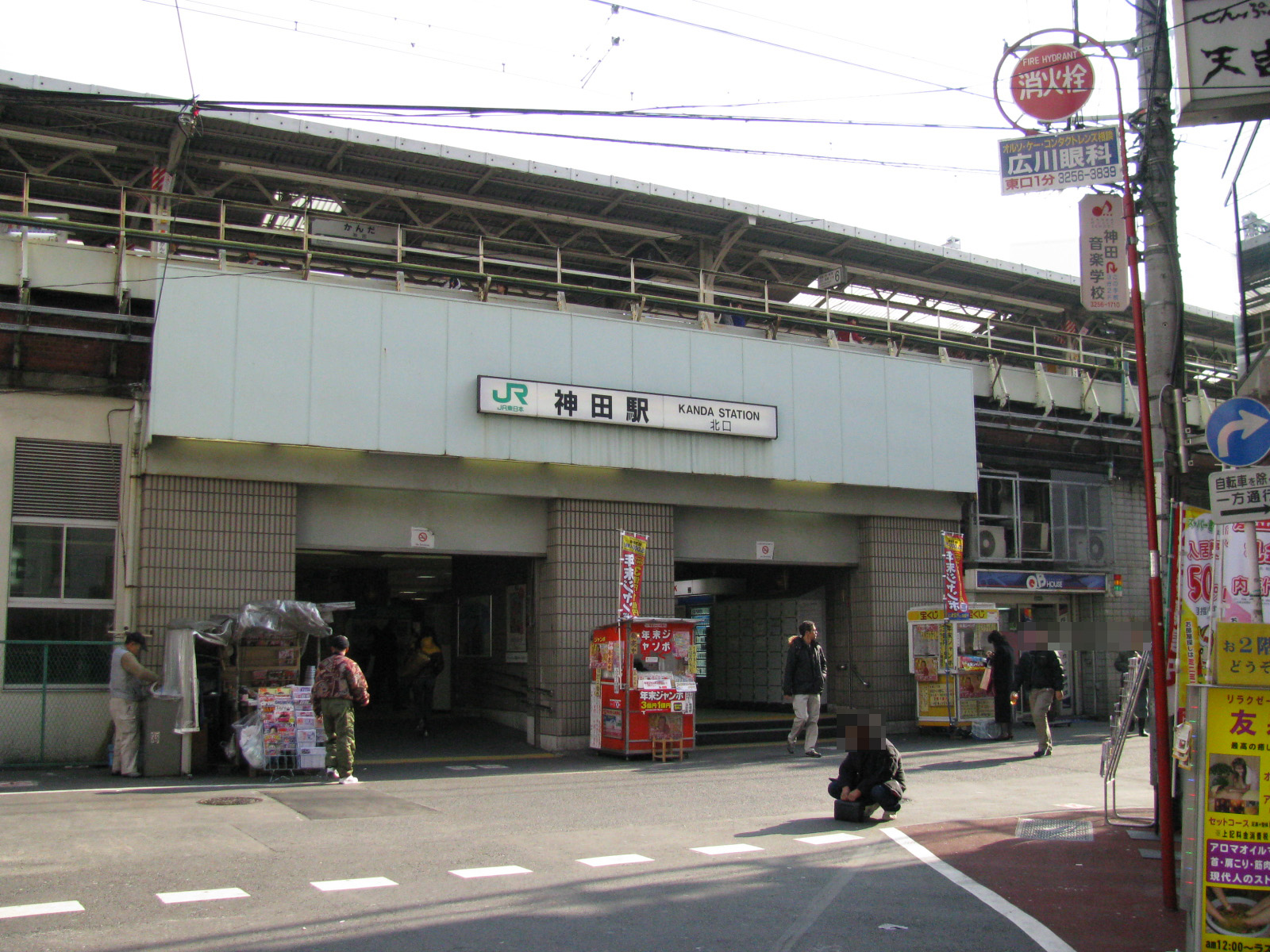
ایستگاه کاندا در کاجیچو

کاجیچو (به ژاپنی: 鍛冶町 Kajichō) یکی از محله‌های توکیو پایتخت ژاپن است که در منطقهٔ چیودا واقع شده‌است. 

## ایستگاه راه آهن
- جی آر، خط چوئو-هونسن، ایستگاه کاندا
- جی آر، خط که‌ایهین-توهوکو
- جی آر، خط یامانوته
- متروی توکیو، خط گینزا